# Kazimierz Bronisz Chromiński
Kazimierz Bronisz Chromiński (ur. 1759 w Chromnej, zm. 7 lipca 1816 w Warszawie) – polski nauczyciel, filolog, publicysta, bibliofil, bibliograf a także badacz dziejów literatury polskiej. 

## Życiorys

### Okres warszawski
Kazimierz Bronisz Chromiński pochodził ze starego rodu szlacheckiego (herbu Lubicz). Nauki szkolne pobierał w Warszawie, gdzie kształcił się w nauce prawa, literaturze łacińskiej, historii krajowej i obcej. 
Po ukończeniu szkoły wyższej i praktyce prawniczej przez 8 lat (1787-1795) był urzędnikiem (bezpłatnym plenipotentem) w Bibliotece Załuskich. Kompletował (zbierał, powiększał) na prowincji jej zbiory i zwiedził w tym celu ok. 50 bibliotek krajowych. Oddawał się z zapałem poszukiwaniom historyczno-literackim i robił wyciągi potrzebne do ułożenia projektowanego, ale nie ukończonego słownika pisarzy polskich. W 1789 debiutował broszurą o charakterze prawno-publicystycznym. Z upodobaniem gromadził i zbierał notatki bibliograficzne, rękopisy i książki (bibliotekę zaczął gromadzić w Warszawie już ok. 1779 r.). Swoje szczupłe dochody w całości przeznaczał na powiększanie księgozbioru. W tym czasie otrzymał zaszczytny tytuł Sekretarza Rzeczypospolitej.

### Okres lubelski
W czasach porozbiorowych był nauczycielem historii i prawa w gimnazjum w Lublinie (1795-1801). Cieszył się szacunkiem i uznaniem w środowisku naukowym. Został polecony Janowi Śniadeckiemu (rektorowi Uniwersytetu Wileńskiego). Wezwany w 1802 do Wilna, gdzie przyjął obowiązki profesora historii powszechnej, prawa i polityki w tamtejszym gimnazjum. Przenosząc się do Wilna chciał sprzedać swój księgozbiór Uniwersytetowi Wileńskiemu, transakcja nie doszła jednak do skutku.

### Okres wileński
Podczas pobytu w Wilnie (1802-1808) ze zgromadzonych dawniej notatek napisał rozprawę o charakterze bibliograficznym O literaturze polskiej, mianowicie czasów Zygmuntowskich, to jest złotego wieku pisarzy, która w 1806 została zamieszczona w nowo założonym "Dzienniku Wileńskim". Praca ta ukazała się w czterech obszernych ciągach w numerach z miesiąca: lipca, sierpnia, października i grudnia. Zapoczątkowała ona badania źródłowe nad piśmiennictwem polskim XVI w. Później ukazała się jeszcze osobno jako Rozprawa o literaturze polskiej przez Kazimierza Chromińskiego professora historyi w liceum wileńskim wydana przez Zawadzkiego. Planował wydać dykcjonariusz uczonych polskich, tłumaczyć niektórych klasyków łacińskich, lecz przeszkodą były problemy ze zdrowiem.
Pisał też poezje: niektóre jego drobne utwory umieszczone były w Tygodniku Wileńskim (1804) oraz w pierwszych numerach Dziennika Wileńskiego z 1806 r. (m.in. przekłady utworów Macieja Kazimierza Sarbiewskiego).
Jako nauczyciel Kazimierz Bronisz Chromiński pozyskał sobie wielką sympatię uczniów.

### Okres grodzieński
W 1808 r. został przeniesiony do gimnazjum w Świsłoczy, gdzie niebawem zamianowano go prefektem wicedyrektorem szkół guberni grodzieńskiej. Usiłował przenieść się do Warszawy, aby być bliżej bibliotek i dawnych znajomych, jak również dla polepszenia nadwątlonego zdrowia. W 1809 r. proponowano mu tymczasowo posadę dyrektora szkoły w Sejnach.

### Okoliczności śmierci
Pod koniec 1815 r. uzyskał doktorat na Uniwersytecie Wileńskim (rozprawa O literaturze polskiej wieku XVIII). Po siedemnastu latach służby profesorskiej, otrzymawszy emeryturę, opuścił w połowie maja 1816 r. Świsłocz i przybył do Warszawy. Miał już wtedy problemy ze zdrowiem psychicznym. Utrzymywał, iż obiecano mu posadę bibliotekarza przy Towarzystwie Przyjaciół Nauk, chciał też pracować nad nieukończoną historią literatury polskiej. Obiecane stanowisko było już zajęte: ta okoliczność mogła spowodować nasilenie choroby. 7 lipca 1816 w przypływie wzburzenia nerwowego wyskoczył z okna trzypiętrowego domu. Zmarł wskutek ran odniesionych przy upadku w szpitalu Św. Rocha przy Krakowskim Przedmieściu.

## Testament
Na kilka dni przed śmiercią (2 lipca) napisał list do hr. Stanisława Kostki Potockiego (ministra oświecenia) w formie testamentu. W liście tym zeznał, że już w 1815 r. zwracał się do władzy edukacyjnej Królestwa Polskiego z życzeniem, aby mógł resztę poświęcić pracy naukowej, jednak (cyt.):
(…) Gdy od lat dziewięciu zawiścią nadzwyczajną dręczony, jeśliby pracą i wiekiem pięćdziesiątego siódmego roku osłabionemu miało się skrócić życie, przytomny na ciele i umyśle z ciężkiej swej przez całe życie pracy, czyni ofiarę temu krajowi dla którego duszą, sercem i wszystkiemi siłami od lat trzydziestu wszystko najchętniej się poświęcało.(…)
W testamencie zapisał cały swój księgozbiór (ok. 6000 tomów) z gimnazjum w Świsłoczy dla Biblioteki Liceum Warszawskiego. Po jego śmierci sporządzony został Spis ksiąg po zeszłym nauczycielu J. Panu Chromińskim uczyniony roku 1816, obejmujący 1289 tomów (zachowany w Bibliotece Czartoryskich) - ta część książek przeszła do Biblioteki Liceum Warszawskiego, później wraz z jej zbiorami do Biblioteki Publicznej (obecnej Biblioteki Uniwersytetu Warszawskiego), gdzie znajdują się obecnie. 
Reszta zbiorów uległa rozproszeniu. Część książek znajduje się w bibliotece Seminarium Duchownego w Lublinie. Ok. 300 książek objętych Spisem… i 61 poza nim odnaleziono w Bibliotece Uniwersytetu Warszawskiego.
W księgozbiorze przeważały polonica oraz książki w języku łacińskim, dzieła z zakresu prawa, literatury polskiej XVI-XIX w., historii, geografii, filozofii, teologii i filologii klasycznej, wśród nich podręczniki szkolne, oraz nieliczne czasopisma. Książki pochodziły przeważnie z bibliotek klasztornych, Biblioteki Załuskich, z darów prywatnych i z kupna. Gromadził też rękopisy (nie zostały objęte Spisem…), których los nie jest znany. Posiadał ok. 2000 rycin, które wycinał z encyklopedii i innych książek w różnych bibliotekach: ich losy także nie są znane.
Zapisy pieniężne przewidywały:
- opłaty za sprowadzenie książek z Lublina i Świsłoczy,
- lokatę pieniężną przeznaczoną na stypendium dla najcnotliwszego ucznia z wyższych klas szkół lubelskich,
- datek dla Towarzystwa Dobroczynności w Warszawie.

Zapisy zostały zatwierdzone przez rząd Królestwa Polskiego i wykonane, jednak liczba sprowadzonych książek nie osiągnęła wskazanej w testamencie, zabrakło też niektórych rzadkich książek oraz rękopisów. Część zbiorów zbutwiała wskutek wilgoci. W sumie Biblioteka Publiczna wzbogaciła się o ok. 1500 książek.

## Twórczość
- Wyłuszczenie praw, wolnego mieszkania i handlu Żydom pozwalających, z odpowiedzią na pisma Magistratu Warszawskiego przeciw Żydom (Warszawa 1789).
- Widok praw (Warszawa 1790).
- O literaturze polskiej, mianowicie czasów zygmuntowskich, to jest złotego wieku pisarzy, Dziennik Wileński 1806 t. 3-4 i odb. pt. Rozprawa o literaturze polskiej. (Wilno 1806).

### Wiersze
- Do... Panny Marianny Stryjeńskiej, 17 stycznia 1802 (Wilno, podpisany Kaz. Chro.)
- Do... X. Ślepowron Kossakowskiego, biskupa wileńskiego, 16 maja 1806[2]
- O zgonie Jana Nepomucena Korwina Kossakowskiego, biskupa wileńskiego (Wilno 1808)
- Do... Jana Chrzciciela ze Stryjnej Stryjewskiego, generała byłej Gwardii Konnej Litewskiej, 24 czerwca 1815. (Wilno)[3]

### Listy
- Do... J. Przybylskiego z 1793-1800
- Do N. N. z 1803

## Literatura dodatkowa
- Ignacy Chrzanowski: Chromiński Kazimierz. W: Polski Słownik Biograficzny. T. 3: Brożek Jan – Chwalczewski Franciszek. Kraków: Polska Akademia Umiejętności – Skład Główny w Księgarniach Gebethnera i Wolffa, 1937, s. 448. Reprint: Zakład Narodowy im. Ossolińskich, Kraków 1989, ISBN 83-04-03291-0